# Andreas Schuh
Andreas Schuh (ur. 1889, zm. ?) – zbrodniarz nazistowski, członek załogi niemieckiego obozu koncentracyjnego Dachau i SS-Hauptscharführer.
Członek Waffen-SS. Pełnił funkcję Rapportführera w obozie głównym od września 1943 do ewakuacji obozu.  W procesie członków załogi Dachau (US vs. Franz Kohn i inni), który miał miejsce w dniach 14–22 lipca 1947 przed amerykańskim Trybunałem Wojskowym w Dachau Schuh skazany został początkowo na 20 lat pozbawienia wolności.
Trybunał ustalił, że oskarżony wielokrotnie bił więźniów osobiście biczem lub nakazywał takie postępowanie podległym mu esesmanom i kapo. Oprócz tego, według zeznań świadków, brał udział w selekcjach więźniów, których następnie przewożono do obozów zagłady w celu eksterminacji oraz uczestniczył w egzekucji jeńców radzieckich w obozowym krematorium. Po rewizji wyroku 17 marca 1948 karę zmniejszono do 10 lat więzienia. Uznano bowiem za wiarygodne jedynie zeznania świadków dotyczące maltretowania przez oskarżonego więźniów obozu. Pozostałe zarzuty oddalono.